# Clémence Royer
Clémence Augustine Royer (Nantes, 21 april 1830 - Neuilly-sur-Seine, 6 februari 1902) was een Franse filosofe en wetenschapster. Aan het eind van de 19e eeuw werd ze een boegbeeld van het feminisme en de vrijdenkerij. Met name de eerste Franse vertaling van De oorsprong der soorten (L’Origine des espèces) van Charles Darwin en hiermee de introductie van het darwinisme in 1862 zijn aan haar te danken.

## Biografie
Ze kwam uit een katholiek en legitimistisch gezin dat ze later de rug zou toekeren. Haar vader was een koningsgezinde legerofficier, die ter dood werd veroordeeld omdat hij de contrarevolutionairen (legitimisten) steunde. In 1832 vluchtte het gezin naar Zwitserland, alwaar het zich vestigde aan het Meer van Genève. Vervolgens keerde het gezin in 1835 terug naar Parijs (Orléans). Op haar tiende werd Clémence Royer door haar ouders naar een nonnenschool in Le Mans gestuurd waar ze een religieuze opvoeding kreeg. Ze was negentien jaar oud toen ze haar vader verloor en ging vanaf dat moment werken als gouvernante om in haar eigen behoeften te kunnen voorzien. Ze las vol overgave de filosofische werken uit de boekenverzamelingen van haar werkgevers en voltooide zo door zelfstudie een opleiding. Ze raakte geïnteresseerd in antropologie, politieke economie, biologie en filosofie. Tussen 1853 en 1855 doceerde ze Frans en muziek in Engeland, alwaar ze tegelijkertijd haar Engels perfectioneerde. Vanaf de zomer van 1856 vestigde ze zich opnieuw in Zwitserland (het Franstalig deel), eerst in de omgeving van Lausanne, daarna verderop, bij Cully, waar ze een kamer huurde in het huis van een wijnbouwer in Praz-Perey. In de bibliotheek van de Académie (zou later universiteit worden) van Lausanne werkte ze aan haar beroemde vertaling van Darwin en gaf daarnaast colleges logica en filosofie. Op deze plek leerde ze eveneens de econoom Pascal Duprat kennen met wie ze vervolgens ongehuwd zou samenwonen. Samen met Pierre-Joseph Proudhon ontving ze in 1863 de eerste prijs bij een wedstrijd rond het thema van de belastinghervorming en de ‘sociale tiende’ (een afdracht).
Ze was, in 1870, de eerste vrouw die toegelaten werd tot de ‘Société d’antropologie de Paris’, de antropologische vereniging van Parijs, die elf jaar eerder opgericht was door Paul Broca. Daar zou ze talrijke lezingen houden en haar onconventionele standpunten fel verdedigen. Omdat ze een overtuigd feministe was, streed ze voor onderwijs voor vrouwen en voor iedereen toegankelijke filosofie. Ze stichtte in 1881 ‘la Société des études philosophiques et morales’, de Vereniging voor filosofische en morele studies met als doel er een school voor filosofie van te maken waar de betere studenten andere studenten hielpen, een “école mutuelle de philosophie”. Omdat ze de utopisch socialisten wantrouwde, verkondigde ze: “noch utopie, noch droom, maar reële kennis der dingen”. Ze werkte mee aan het ‘Journal des femmes’ (Dagblad van de vrouwen) en ‘La Fronde’ (een Franse feministische krant) met Marguerite Durand en “la grande Séverine”. Haar cursus natuurfilosofie was een poging om op een encyclopedische manier een samenvatting voor het onderwijs te maken.
Ze was de grondlegger van de allereerste gemengde grootloge van de vrijmetselarij, “Le Droit humain”, en werd op 17 november 1900 onderscheiden met het Légion d’honneur, het Franse Legioen van Eer.

## Vertaling van Of the Origin of Species

### Eerste editie (1862)
Charles Darwin wilde heel graag zijn boek naar het Frans vertaald hebben. Onduidelijk is echter hoe men ertoe kwam de eerste vertaling van Of the Origin of Species aan Clémence Royer toe te wijzen. Darwin had eerst Louise Belloc gevraagd, die zijn aanbod had afgewezen omdat ze het boek te technisch achtte. Darwin was eveneens benaderd door Pierre Talandier maar laatstgenoemde was niet in staat geweest een uitgever te vinden.
Clémence Royer was wel bekend met de werken van Lamarck en Mathus en zag het belang in van Darwins werk. Waarschijnlijk werd ze gestimuleerd door haar nauwe samenwerking met de uitgever Guillaumin die de eerste drie Franse edities van Of the Origin of Species uitbracht.
In zijn brief van 10 september 1861 verzocht Darwin, zijn uitgever, Murray, in Engeland, een kopie van de derde originele editie van Of the Origin of Species aan “Juffrouw Cl. Royer […]” te sturen “met de bedoeling een overeenkomst te sluiten met een uitgever om deze naar het Frans te vertalen”. René-Édouard Claparède, een Zwitserse naturalist van de universiteit van Genève, die voor de Revue Germanique een gunstige recensie had geschreven over Of the Origin of Species, bood aan Clémence Royer bij te staan voor de vertaling van technische termen uit de biologie.
Ze ging haar rol als vertaalster ver te buiten door aan de Franse editie een lang voorwoord (64 pagina’s) toe te voegen met daarin haar persoonlijke interpretatie van het werk. Daarnaast voegde ze voetnoten toe waarin ze Darwins tekst van commentaar voorzag. Haar voorwoord was een regelrecht positivistisch pamflet over de overwinning van de ontwikkelingen in de wetenschap op het obscurantisme. Hierin bestreed ze vurig het geloof en het christendom, pleitte ze voor toepassing van natuurlijke selectie op het menselijk ras en maakte ze zich zorgen over wat zij zag als de negatieve gevolgen die voortkwamen uit de bescherming van zwakkeren door de maatschappij. Ze kantte zich tegen een maatschappij waarin de zwakken de overhand hadden op de sterken onder het mom van een “exclusieve en onverstandige bescherming die men bood aan zwakken, invaliden, ongeneeslijk zieken, boosaardige mensen zelf, aan allen die door de natuur waren misdeeld”. Deze ideeën, van voor de tijd van de eugenetica (de term werd in 1883 bedacht door Francis Galton, de neef van Darwin), gaven haar een bepaalde reputatie.
De titel veranderde ze eveneens om deze te laten aansluiten bij haar kijk op Darwins theorie. Zo werd de uitgave van 1862 “De l'origine des espèces ou des lois du progrès chez les êtres organisés” (Over het ontstaan van soorten of de wetten van de vooruitgang bij levende wezens). Deze titel, evenals het voorwoord, bracht het idee naar voren van een evolutie die neigde naar de “vooruitgang”, wat in feite meer in lijn lag met de theorie van Lamarck dan met de ideeën die in Darwins boek vervat waren.
Clémence Royer projecteerde dus haar eigen ideeën en aspiraties op Of the origin of species, dat geenszins gaat over het ontstaan van de mens, het toepassen van natuurlijke selectie op de menselijke samenleving en nog minder over de ontwikkelingen in de industriële maatschappij van de 19e eeuw.
Nadat Darwin een exemplaar van de Franse vertaling had ontvangen, schreef hij in juni 1862 in een brief aan de Amerikaanse botanicus Asa Gray: “Twee of drie dagen geleden ontving ik de Franse vertaling van ‘Of the origin of species’ van juffrouw Royer. Zij is ongetwijfeld een van de meest intelligente en eigenaardigste vrouwen in Europa; ze is een fervent deïst, die het christendom haat en die van mening is dat natuurlijke selectie en de strijd om het bestaan alle heersende zeden en gebruiken, menselijke natuur, politiek, et cetera zullen verklaren!!! Ze stuurde me een paar treffende eigenaardige en interessante sarcastische opmerkingen en gaf aan dat ze over die onderwerpen een boek gaat uitbrengen. En wat zal dat een bijzonder boek worden.”
Darwin berichtte echter een maand later de Franse zoöloog Armand de Quatrefages omtrent zijn twijfels: “Ik had het fijn gevonden als de vertaalster over meer kennis van de natuurlijke historie zou beschikken; ze is ongetwijfeld intelligent, maar apart; voordat ze aanbood mijn boek te vertalen had ik nog nooit van haar gehoord.” (Brief van Ch. Darwin aan Armand de Quatrefages van 11 juli 1862). Darwin was ontevreden over de voetnoten van Clémence Royer en deed zijn beklag hierover in een brief aan de Engelse botanicus Joseph Hooker: “Nagenoeg overal waar ik grote twijfels uit in Of the origin of species, voegt ze een noot toe waarin ze het probleem verklaart of zegt dat het er niet is! Het is werkelijk verbazingwekkend te zien wat voor ijdele figuren er op deze wereld rondlopen…” (Brief van Ch. Darwin aan Joseph Hooker van 11 september 1862).

### Tweede en derde editie (1866, 1870)
Voor de tweede in het Frans vertaalde editie, die in 1866 uitgebracht werd, stelde Darwin een aantal veranderingen aan Clémence Royer voor en verbeterde hij een paar fouten. De woorden ‘les lois du progrès’ (de wetten van de vooruitgang) werden uit de titel gehaald, zodat het dichter bij het Engelse origineel zou komen: L'Origine des espèces par sélection naturelle ou des lois de transformation des êtres organisés (Het ontstaan van soorten door middel van natuurlijke selectie of de transformatiewetten bij levende wezens). Clémence Royer had in de eerste editie ‘natuurlijke selectie’ vertaald met ‘natuurlijke electie’ (keuze), maar voor deze nieuwe editie werd dit vervangen door ‘natuurlijke selectie’ met een voetnoot waarin ze evenwel uitlegde dat ‘élection’ in het Frans het equivalent was van het Engelse ‘selection’ en dat ze uiteindelijk de “incorrecte” term “sélection” (selectie) overnam om zich te conformeren aan de term die ook in andere publicaties gebruikt werd.
In het voorwoord van deze tweede editie probeerde Clémence Royer de vervatte eugenistische standpunten zoals uiteengezet in haar inleiding (in zijn geheel opgenomen in deze tweede editie) van de eerste editie af te zwakken, maar voegde ze een pleidooi voor de vrijdenkerij toe en hekelde ze de negatieve recensies die ze van de katholieke pers had gekregen. Darwins oordeel was in 1867 al duidelijk negatiever: “Het voorwoord was een complete verrassing voor mij en ik ben ervan overtuigd dat het afbreuk heeft gedaan aan mijn boek in Frankrijk.”
Zonder Darwin daarvan op de hoogte te stellen bracht Clémence Royer in 1870 een derde editie uit. Aan deze publicatie voegde ze nog een voorwoord toe waarin ze felle kritiek uitte op Darwin’s ‘pangenese-theorie’, die hij naar voren had gebracht in zijn boek uit 1868: “The variation of animals and plants under domestication” (Variatie bij domesticatie van dieren en planten). De wijzigingen die Darwin in zijn vierde en vijfde editie had aangebracht, ontbraken in de nieuwe Franse uitgave. Toen Darwin van deze derde uitgave hoorde, schreef hij de Franse uitgever Reinwald en de Geneefse natuuronderzoeker Jean-Jacques Moulinié, die ‘The variation under domestication’ al hadden vertaald en uitgegeven, voor een nieuwe vertaling van de vijfde editie.

### Vierde editie (1882)
Clémence Royer publiceerde een vierde editie via de Franse uitgever Flammarion in 1882, het jaar dat Darwin overleed. Ze voegde het voorwoord van de eerste editie toe met een beknopt “voorwoord voor de lezers van de vierde editie” (vijf pagina’s). Deze editie zou tot 1932, dertig jaar na haar overlijden, uitgegeven worden.

## Oeuvre
Clémence Royer liet een rijk en breed oeuvre na, met onder andere studies over filosofie, politieke economie, geschiedenis en de prehistorie, alsook vele gerelateerde thema’s (waaronder een studie over lichaamsbeharing bij de mens).
- Clémence Royer (1859). Introduction à la philosophie des femmes: cours donné à Lausanne: leçon d'ouverture. A. Larding, Lausanne, pp. 35. Gearchiveerd op 14 juni 2023. Geraadpleegd op 6 maart 2020.
- Fondation d'un Collège international rationaliste à Genève. Genève, Blanchard, 1863
- Charles Darwin (1862). De l'origine des espèces ou des lois du progrès chez les êtres organisés: traduite en français sur la troisième édition avec l’autorisation de l’auteur par Clémence-Auguste Royer, avec une préface et des notes du traducteur. Guillaumin & Cie, Parijs. Gearchiveerd op 14 juni 2023.
- Clémence Royer (1876). Les rites funéraires aux époques préhistoriques et leur origine (Begrafenisceremonieel in prehistorische tijdperken en hun oorsprong). Typographie A. Hennuyer, Parijs, pp. 288.
- Natura rerum : la constitution du monde : dynamique des atomes : nouveaux principes de philosophie naturelle. Paris, 1900
- Clémence Royer (15 februari 1902). Souvenirs de Suisse (Herinneringen aan Zwitserland) in het 82e nummer van het Zwitserse literaire tijdschrift ‘La Semaine littéraire’.

## Nagedachtenis en eerbetoon
Een straat in het eerste arrondissement van Parijs, een straat in Nantes, alsook twee middelbare scholen in het plaatsje Fonsorbes (in het departement in de Haute-Garonne) en Montpellier dragen haar naam. Jean-Pierre Vibert heeft een roos, de Clémence Royer, naar haar vernoemd.
- Biblioteca Nacional de España: XX1425770
- Bibliothèque nationale de France: cb121690857 (data)
- CiNii: DA07518652
- Gemeinsame Normdatei: 119544091
- Historisch woordenboek van Zwitserland: 013721
- International Standard Name Identifier: 0000 0000 8110 9884
- Library of Congress Control Number: n85222121
- Base Léonore: LH//2419/17
- Nationale Bibliotheek van Israël: 987007339912105171
- Nederlandse Thesaurus van Auteursnamen: 073324876
- Réseau des bibliothèques de Suisse occidentale: 02-A000139998
- Istituto Centrale per il Catalogo Unico: TESV016408
- Système universitaire de documentation: 030230772
- Virtual International Authority File: 32037350
- WorldCat: E39PBJy4dmXgfrGkmktBJQ9hpP